# 피규어뮤지엄W
피규어뮤지엄W는 서울특별시 강남구 선릉로 158길 3에 위치한 피규어박물관이다. 피규어뮤지엄W는 피규어와 장난감을 테마로 테마파크의 기능을 접목시킨 새로운 개념의 박물관이다. 층 별 다양한 전시 뿐만 아니라 어린이, 청소년 등을 위한 교육프로그램도 이루어지고 있다. 피규어뮤지엄W는 문화체육관광부가 주최하고 한국박물관협회가 주관하는 '2020 박물관 길 위의 인문학' 사업에 5년 연속 선정되었다